# بنسون (آریزونا)
بنسون (به انگلیسی: Benson) شهری در شهرستان کوچیز ایالت آریزونا است که در سرشماری سال ۲۰۱۰ میلادی، ۵٬۱۰۵ نفر جمعیت داشته است. بنسون، به‌طور رسمی در تاریخ ۱۹۲۴ میلادی به‌عنوان یک شهر شناخته شد.